# Charles Revson
Charles Haskell Revson (* 11. Oktober 1906 in Somerville, Massachusetts; † 24. August 1975 in New York City) war ein US-amerikanischer Kosmetikproduzent, der durch das von ihm gegründete und geleitete Unternehmen Revlon weltberühmt wurde. Während er anfänglich vor allem Nagellack herstellte und vertrieb, ist Revlon unter seiner Leitung zu einem der weltweit größten Unternehmen der Kosmetikbranche geworden. Er war der Vater des Formel-1-Rennfahrers Peter Revson.

## Leben und Werk
Charles Revson wurde im Oktober 1906 in Somerville, Massachusetts geboren und wuchs in Manchester, New Hampshire, auf, wo er auch zur Schule ging. Seine Eltern waren russischstämmige Juden, sein Vater Samuel Morris Revson emigrierte in die Vereinigten Staaten, um der russischen Armee zu entgehen und traf hier auf seine spätere Frau, Jeanette Weiss Revson, die bereits als Kind mit ihren Eltern eingewandert war. Nach seiner Schulausbildung bei der Manchester Central High School zog er 1923 nach New York City und wurde Verkäufer für Kleidung bei der Pickwick Dress Company. 1930 wurde er bei Pickwick gekündigt und nach einem kurzen Aufenthalt in Chicago als Verkäufer und seiner Heirat mit dem Showgirl Ida Tompkins arbeitete er erneut in New York City, wo er Nagellack für das Unternehmen Elka verkaufte. Von Ida Tompkins trennte er sich noch im gleichen Jahr wieder und 1932 beendete er das Arbeitsverhältnis bei Elka, da ihm der Aufstieg zum landesweiten Vertreter verweigert wurde. Er gründete gemeinsam mit seinem Bruder Joseph und dem Chemiker Charles Lachman ein eigenes Unternehmen zur Herstellung von Nagellack namens Revlon. Lachmann steuerte ein Rezept für einen neuen Typ Nagellack bei, der im Gegensatz zu dem bis dahin üblichen in unterschiedlichen Farben deckend produziert werden konnte. Von ihm stammte auch das „l“ in dem Firmennamen, der eigentlich zuerst „Revlac“ lauten sollte.
Obwohl Revlon während der Zeit der schweren Wirtschaftskrise in den USA, der Great Depression, gegründet wurde, konnte das Unternehmen bestehen und wachsen. Dabei profitierte es sehr stark von der Mode der Dauerwelle, mit dem die Eröffnung zahlreicher Frisiersalons (beauty salons) einherging, und dem zunehmenden Bewusstsein der Frauen für Make-up. Revlon konzentrierte sich vollständig auf diesen Markt und verlangte zugleich hohe Preise für qualitativ hochwertige Produkte. Dabei weitete er sein Angebot auf andere Produkte, vor allem Lippenstift, aus. Bis 1941 war er nahezu Monopollieferant für Lippenstift für etwa 100.000 Beauty-Salons und sein Erfolg steigerte sich, als er begann, farbige Lippenstifte in Abstimmung mit unterschiedlichen Gemütslagen und Wetterbedingungen zu liefern. Eine weitere erfolgreiche Kampagne mit dem Titel „matching lips and fingertips“, bei dem er erstmals die Farben von Lippenstift und Nagellack aufeinander abstimmte, brachte weiteren Erfolg. Zum Ende des Zweiten Weltkriegs war Revlon auf diese Weise der zweitgrößte Produzent für Make-up-Produkte nach Estée Lauder.
Auch in den 1950er-Jahren nutzte Revson geschickt Kampagnen für den Erfolg seines Unternehmens. So startete Revlon 1952 die erfolgreiche Kampagne „Fire and Ice“, die bewusst an der Grenze zur sexuellen Freizügigkeit angesiedelt war und so den biederen und prüden Moralvorstellungen der Amerikaner gegenübergestellt wurde. Auch die Möglichkeiten der Fernsehwerbung erkannte Revson und 1955 wurde Revlon Hauptsponsor der beliebten Quizshow „The $64,000 Question“ (die fünf Jahre später aufgrund eines Skandals um vorgegebene Antworten eingestellt werden musste). Der Einfluss auf die Kosmetikverkäufe war enorm und der Gewinn von Revlon verdoppelte sich im Jahr 1956.
In den 1960er-Jahren erweiterte Revson die Produktpalette um Hautpflegeprodukte, Shampoos, Haarspray, Parfum, Lotionen und sogar eine Serie von Pflegeprodukten für Männer. Mit der Einführung eines besonders preiswerten Parfums mit dem Namen „Charlie“ adressierte er vor allem junge Kundinnen und schuf so eines der erfolgreichsten Produkte der Kosmetikgeschichte. Revson kaufte die U.S. Vitamin and Pharmaceuthicals Company für 67 Millionen US-Dollar und baute das Portfolio vollständig um. Das Unternehmen rentierte sich innerhalb von zehn Jahren und erwirtschaftete 27 % der Gesamteinnahmen von Revlon.
Charles Revson starb am 24. August 1975 in New York City, sein Unternehmen erwirtschaftete zu der Zeit 606 Millionen US-Dollar jährlich und gehörte zu den 200 größten Unternehmen der Vereinigten Staaten. Revson wurde auf dem Ferncliff Cemetery in Hartsdale, New York, begraben.